# Stanislaw Walerjewitsch Detkow
Stanislaw Walerjewitsch Detkow (russisch Станислав Валерьевич Детков, wiss. Transliteration Stanislav Valer'evič Detkov; * 16. September 1980 in Taschtagol) ist ein ehemaliger russischer Snowboarder. Er startete in den Paralleldisziplinen und nahm an zwei Olympischen Winterspielen sowie vier Snowboard-Weltmeisterschaften teil.

## Werdegang
Detkow trat international erstmals bei den Juniorenweltmeisterschaften 1999 auf der Seiser Alm in Erscheinung. Dort belegte er den 55. Platz im Parallel-Riesenslalom und den 52. Rang in der Halfpipe. In den Jahren 2003 und 2005 wurde er russischer Meister im Parallelslalom. In der Saison 2004/05 nahm er in St. Petersburg erstmals am Snowboard-Weltcup teil, wobei er den 32. Platz im Parallelslalom errang und kam bei der Winter-Universiade 2005 in Innsbruck auf den 17. Platz im Snowboardcross, auf den 12. Rang im Big Air sowie auf den 11. Platz im Parallel-Riesenslalom. In der folgenden Saison siegte er dreimal im Europacup und errang damit den zweiten Platz in der Parallel-Wertung des Europacups. Bei den Weltmeisterschaften im Januar 2007 in Arosa fuhr er auf den 25. Platz im Parallel-Riesenslalom und auf den 15. Rang im Parallelslalom. Bei seiner ersten Olympiateilnahme im Februar 2010 in Vancouver wurde er Vierter im Parallel-Riesenslalom. Zu Beginn der Saison 2010/11 holte er in Welschnofen zwei Siege im Europacup und erreichte mit Platz neun im Parallelslalom in Landgraaf seine erste Top-Zehn-Platzierung im Weltcup. Im weiteren Saisonverlauf kam er im Weltcup fünfmal unter den ersten zehn und errang abschließend den 12. Platz im Parallel-Weltcup. Beim Saisonhöhepunkt, den Snowboard-Weltmeisterschaften 2011 in La Molina, wurde er Neunter im Parallelslalom und Siebter im Parallel-Riesenslalom.
In der Saison 2011/12 errang Detkow den 20. Platz im Parallel-Weltcup. Sein bestes Ergebnis dabei war der zehnte Platz im Parallelslalom in Moskau. In der folgenden Saison holte er dort seinen einzigen Weltcupsieg. Er kam damit auf den 17. Platz im Parallel-Weltcup und auf den fünften Rang im Parallelslalom-Weltcup. Bei den Snowboard-Weltmeisterschaften 2013 im Stoneham belegte er den 25. Platz im Parallelslalom und den 18. Rang im Parallel-Riesenslalom. Nach Platz zwei beim Europacup in Hochfügen zu Beginn der Saison 2013/14, kam er bei den Olympischen Winterspielen im Februar 2014 in Sotschi auf den 29. Platz im Parallel-Riesenslalom sowie auf den 28. Rang im Parallelslalom und zum Saisonende auf den 20. Platz im Parallel-Weltcup. In der Saison 2014/15 erreichte er mit zwei Top-Zehn-Platzierungen, darunter Platz drei im Parallel-Riesenslalom in Asahikawa den 17. Platz im Parallel-Weltcup sowie den neunten Rang im Parallel-Riesenslalom-Weltcup. Beim Saisonhöhepunkt, den Snowboard-Weltmeisterschaften 2015 im Lachtal, errang er den 13. Platz im Parallelslalom. In der folgenden Saison kam er in Rogla mit Platz vier im Parallel-Riesenslalom letztmals im Weltcup unter die ersten zehn und errang zum Saisonende den 19. Platz im Parallel-Weltcup. Seinen 77. und damit letzten Weltcup absolvierte er im März 2017 in Kayseri, welchen er auf dem 19. Platz im Parallel-Riesenslalom beendete.

## Teilnahmen an Weltmeisterschaften und Olympischen Winterspielen

### Olympische Winterspiele
- 2010 Vancouver: 4. Platz Parallel-Riesenslalom
- 2014 Sotschi: 28. Platz Parallelslalom, 29. Platz Parallel-Riesenslalom

### Snowboard-Weltmeisterschaften
- 2007 Arosa: 15. Platz Parallelslalom, 25. Platz Parallel-Riesenslalom
- 2011 La Molina: 7. Platz Parallel-Riesenslalom, 9. Platz Parallelslalom
- 2013 Stoneham: 18. Platz Parallel-Riesenslalom, 25. Platz Parallelslalom
- 2015 Lachtal: 13. Platz Parallelslalom

## Weltcupsiege und Weltcup-Gesamtplatzierungen

### Weltcupsiege
| Nr. | Datum            | Ort    | Disziplin      |
| --- | ---------------- | ------ | -------------- |
| 1.  | 23. Februar 2013 | Moskau | Parallelslalom |

### Weltcup-Gesamtplatzierungen
| Saison  | Gesamt | Gesamt | Parallel | Parallel | Parallel-Riesenslalom | Parallel-Riesenslalom | Parallelslalom | Parallelslalom |
| Saison  | Punkte | Platz  | Punkte   | Platz    | Punkte                | Platz                 | Punkte         | Platz          |
| ------- | ------ | ------ | -------- | -------- | --------------------- | --------------------- | -------------- | -------------- |
| 2004/05 | -      | -      | 26       | 80.      | -                     | -                     | -              | -              |
| 2005/06 | 37     | 287.   | 37       | 72.      | -                     | -                     | -              | -              |
| 2007/08 | 530    | 137.   | 530      | 33.      | -                     | -                     | -              | -              |
| 2009/10 | 820    | 91.    | 820      | 28.      | -                     | -                     | -              | -              |
| 2010/11 | -      | -      | 2330     | 12.      | -                     | -                     | -              | -              |
| 2011/12 | -      | -      | 1310     | 20.      | -                     | -                     | -              | -              |
| 2012/13 | -      | -      | 1500     | 17.      | 325                   | 26.                   | 1230           | 5.             |
| 2013/14 | -      | -      | 860      | 20.      | 300                   | 26.                   | 560            | 13.            |
| 2014/15 | -      | -      | 1604     | 17.      | 1130                  | 9.                    | 474            | 27.            |
| 2015/16 | -      | -      | 840      | 19.      | 500                   | 17.                   | 340            | 24.            |
| 2016/17 | -      | -      | 276,4    | 44.      | 276,4                 | 36.                   | -              | -              |